# サンアントニオ交響楽団
サンアントニオ交響楽団 (San Antonio Symphony) は、アメリカ合衆国のテキサス州サンアントニオに本拠を置くオーケストラ。毎年9月下旬から6月上旬までを1シーズンとして活動する。  活動の本拠は、サンアントニオのトービン・パフォーミング・アーツ・センターである。 

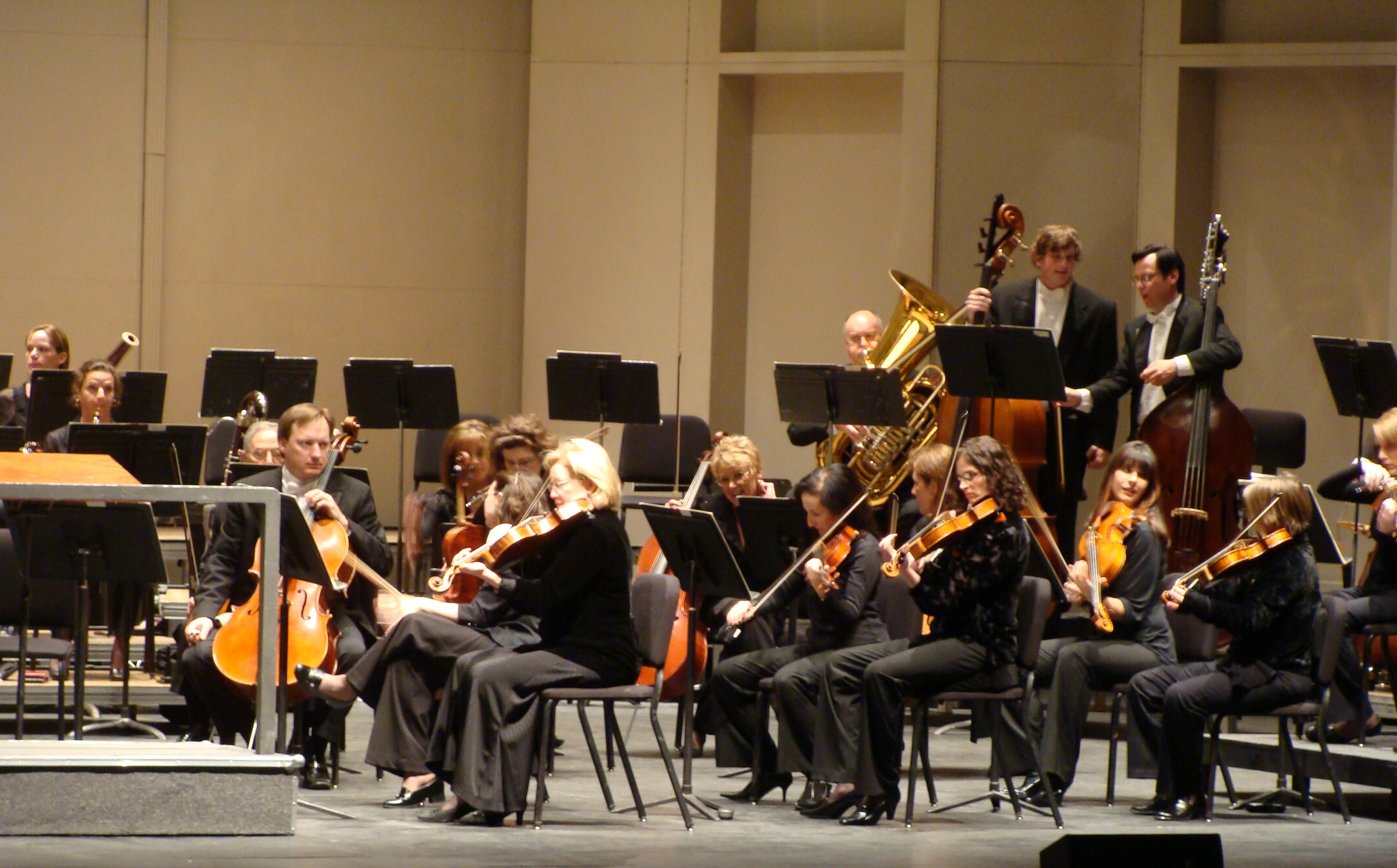
サラ・チャンとの共演前の一部のメンバーのウォームアップ（ザ・マジェスティックで、2009年3月）

## 歴史
サンアントニオにオーケストラの文化がもたらされたのは、1887年にドイツから移住してきたカール・ベックが、故郷で行われていた歌謡祭を現地で行おうと、49人編成のオーケストラを結成して４回のコンサートを開いたのが端緒である。これらのコンサートで演奏されたメンデルスゾーンの交響曲第4番は、テキサス州で演奏された最初の交響曲だった。1896年に歌謡祭がサンアントニオに戻ったとき、ベックは再びオーケストラを指揮した。ベックは、サンアントニオのベートーヴェン男声合唱団の指揮を引き受け、1904年頃にカール・ハーンに引き継がれた。ハーンは、地元のパトロンだったアンナ・グッドマン・ハーツバーグと協力してサンアントニオ交響楽団を設立し、1905年5月18日に最初のコンサートを行った。ただ、設立後しばらくは活動が低迷し、1914年にアーサー・クラッセンが指揮者として就任した際にサンアントニオ・フィルハーモニー管弦楽団 (San Antonio Philharmonic) として再出発している。しかし1916年には、元のサンアントニオ交響楽団に名称を戻した。1918年にはジュリアン・ポール・ブリッツが音楽監督を務め、1920年代まで演奏活動を続けけたが、以降は低迷した。 
今日まで続くサンアントニオ交響楽団は1939年に再結成され、最初の音楽監督にイタリア系ドイツ人のマックス・ライターが就任した。再結成時にはヤッシャ・ハイフェッツをソリストに招いている。1943年までにオーケストラは75人のプロ奏者を雇い、1944-1945年のシーズンに組織の予算は10万ドルを超え、テキサス州唯一のオーケストラ、アメリカ国内でも19の主要オーケストラの一角を担うまでになった。1950年にはオペラ・フェスティヴァルも開催し、アメリカ全土にその高い音楽的品質を知らしめるまでになった。 
1950年末にライターが没すると、ヴィクター・アレッサンドロが後を継いだ。アレッサンドロは従来のコンサートに加え、『ヤング・ピープルズ・コンサート』の企画も立ち上げている。1969年からパフォーミング・アーツ・シアター（後にライラ・コックレル劇場に改名）を活動の本拠とした。 
1987年から翌年にかけて、オーケストラは経済的困難に直面して多くの演奏会をキャンセルしている。2003年には経営破綻により、同様に演奏会のキャンセルが相次いだ。 
1990年代には全米芸術基金、アメリカ交響楽団連盟、米国作曲家作詞家出版者協会やナイト基金などから表彰される栄華を味わった。 
たび重なる経済的困難をきっかけに、演奏会の回数や楽員を減らして演奏活動を継続しているが、芸術的評価は落ちていない。 
2006年から2007年のシーズンのはじめに、CEOのデイヴィッド・グリーンと執行委員会は、翌シーズン以降、音楽監督のラリー・ラクレフとの契約を打ち切る決定を下した。この決定は団員や支持者の反対に遭ったが、暫定的にクリストファー・シーマンを音楽監督と同様の権限を持つ音楽顧問に任命して問題を打開した。セバスチャン・ラング＝レッシングは、2010年10月2日のコンサートでオーケストラの71年の歴史におけるの8番目の音楽監督になった。 
1939年から2017年まで、サンアントニオ交響楽協会がサンアントニオ交響楽団の運営を管理した。2017年、非営利団体であるシンフォニック・ミュージック・フォー・サンアントニオ　(SMSA)　に業務が移管された。SMSAは、22017年12月にこの契約を撤回し、組織を劣悪な立場に置き、2018年1月に2017-18年シーズンの残る大半のキャンセルを発表した。キャスリーン・ウィアー・ヴェイルが率いる資金調達活動の助けを借りて、残りシーズンは救われ、サンアントニオ交響楽協会が再び運営を管理することとなった。

## 歴代音楽監督
| 1939年 – 1950年 | マックス・ライター（1905年10月20日 トリエステ – 1950年12月13日 サンアントニオ） |
| 1950年 – 1976年 | ヴィクター・アレッサンドロ（1915年11月27日 ウェーコ – 1978年11月27日 サンアントニオ） |
| 1978年 – 1980年 | フランソワ・ユイブレシュト（1946年6月15日 – ） |
| 1980年 – 1985年 | ローレンス・レイトン・スミス（1936年4月8日 オレゴン州ポートランド – 2013年10月25日 コロラドスプリングズ） |
| 1992年 – 2000年 | クリストファー・ウィルキンス（1957年5月28日 – ） - ウィルキンスは1990年から「音楽監督内定者」のタイトルで1992年まで指揮台に立ち、1992年以降のウィルキンスの音楽監督時代には、レジデンス・イン・コンポーザーとしてロバート・クサヴァー・ロドリゲスを任命していた。                |
| 2004年 – 2008年 | ラリー・ラクレフ（1955年2月25日 – ） - 元々は打楽器専攻。コネチカット大学で打楽器を学び、1978年に打楽器の修士号を取得。さらにミシガン大学に行き、1979年に指揮法の修士号も取得した。その後は、ライス大学、オバーリン音楽院、テキサス大学、USCソーントン音楽学校等で教鞭をとった。 |
| 2010年 –        | セバスチャン・ラング＝レッシング（1966年 – ） |
| 2024年 –        | ジェフリー・カハネ（1956年 – ） |
| 備考            | シクステン・エールリンク（1918年4月3日 マルメ – 2005年2月13日 ニューヨーク市）およびクリストファー・シーマン（1942年3月7日 フェイバーシャム - ）が音楽顧問、ズデニェク・マーツァルが芸術監督および首席指揮者として在任した時期がある。                                           |

## 参考資料
- "Immigrant conductor founded symphony during war years." Allen, Paula. San Antonio Express-News, 27 March 2005.
- International Who's Who in Music and Musical Gazetteer, ed. César Saerchinger. New York: Current Literature Publishing Company, 1918.
- San Antonio Symphony, Season 07–08 (program book)
- "San Antonio Symphony Orchestra." Albrecht, Theodore. The Handbook of Texas Online
- Wolz, Larry. "Roots of Classical Music in Texas: The German Contribution." Chapter 5 of The Roots of Texas Music, ed. Lawrence Clayton and Joe W. Specht. College Station: Texas A&M University Press, 2003. ISBN 1-58544-221-6.